# لاتین‌نویسی ییل برای کره‌ای
لاتین‌نویسی ییل برای کره‌ای تلاشی بود که از سوی ساموئل المو مارتین و همکارانش در دانشگاه ییل ۵ سال پس از مک‌کون-رایشوئر صورت گرفت. در زبان‌شناسی، این روش، به عنوان روش استاندارد لاتین‌نویسی زبان کره ای در نظر گرفته شده‌است.
در روش ییل بر ساختار واژ-واج‌شناسی تأکید بیشتری است.